# Sekretarka, Krîve Ozero
Sekretarka (în ucraineană Секретарка) este o comună în raionul Krîve Ozero, regiunea Mîkolaiiv, Ucraina, formată numai din satul de reședință.

## Demografie
Componența lingvistică a comunei Sekretarka
     Ucraineană (96,13%)
     Rusă (2,67%)
     Alte limbi (0,7%)
Conform recensământului din 2001, majoritatea populației comunei Sekretarka era vorbitoare de ucraineană (96,13%), existând în minoritate și vorbitori de rusă (2,67%).